# Combat Support Units (SEEBRIG)
Combat Support Units (kratica CSS; dobesedno slovensko Bojne podporne enote) je mednarodni bataljon v sestavi SEEBRIG.

## Organizacija[1]
- 1x inženirska četa
- 1x inženirska četa
- 1x inženirska četa
- 1x inženirska četa
- 1x inženirska četa
- 1x inženirska četa
- 1x inženirski vod